# Bad Tennstedt
Bad Tennstedt − miasto uzdrowiskowe w Niemczech, w kraju związkowym Turyngia, w powiecie Unstrut-Hainich, siedziba wspólnoty administracyjnej Bad Tennstedt.

## Współpraca
Miejscowości partnerskie:
- Bad Salzschlirf, Hesja
- Bernkastel-Kues, Nadrenia-Palatynat
- Koźmin Wielkopolski, Polska
- Stromberg, Nadrenia-Palatynat